# Raimon Fors i Cornet
Raimon Fors i Cornet (Barcelona, 7 de gener de 1791 - Barcelona, 28 de novembre de 1859) fou un farmacèutic i catedràtic de farmàcia català.
Estudià Farmàcia, i en 1808 fou admès com alumne intern en l'Hospital de la Santa Creu de Barcelona. L'any següent fou nomenat Apotecari major del citat hospital, càrrec que ocupà durant dos períodes des del 1809 al 1813, i des del 1814 al 1820. Llicenciat en Farmàcia el 1816, i doctorat en Farmàcia el 1817, aquest mateix any guanyà per oposició una càtedra del Col·legi de Farmàcia de Sant Victorià de Barcelona. Fou catedràtic de Física experimental. Fou separat de la càtedra el 1824. I el 1843 tornà a ingressar a la Facultat de Ciències Mèdiques. L'any 1845 va ocupar la càtedra de Química orgànica i Farmàcia química operatòria, fins a 1854, any de la seva jubilació. Fou vocal de la Junta provincial de Sanitat de Barcelona (1837), membre del Col·legi de Farmacèutics de Barcelona, de la Reial Acadèmia de Medicina i Cirurgia, i membre corresponent del “Colegio de Farmacéuticos de Madrid”. També fou autor del “Tratado de farmacia operatoria” (1841), i l'introductor d'una nomenclatura farmacèutica a Catalunya.
L'any 1817 fou elegit i ingressà a la Reial Acadèmia de Ciències i Arts de Barcelona (RACAB), on ocupà diversos càrrecs com a encarregat del Gabinet i director de la Secció de Ciències Fisicoquímiques, i com a vicepresident, abans d'ocupar la presidència entre els anys 1839 i 1840.